# Discesa al Limbo (Mantegna)
La Discesa al Limbo è un dipinto tempera e oro su tavola (38,8x42,3 cm) di Andrea Mantegna, databile al 1492, già Barbara Piasecka Johnson Collection a Princeton (New Jersey), conservato in collezione privata

## Descrizione e stile
Si tratta di un tema raffigurato raramente, ma da cui Mantegna fu affascinato, come dimostrano alcuni disegni, come quello all'École Supérieure des Beaux-Arts di Parigi. Esiste anche un dipinto analogo di Giovanni Bellini.
Mantegna raffigurò il Cristo al centro in primo piano, voltato di spalle mentre si rivolge ai savi del Limbo, che verranno da lui trasportati in Paradiso. Egli è riconoscibile per il lungo bastone-scettro coronato dalla croce. Ai lati stanno alcuni personaggi già tratti fuori, con espressioni di sorpresa, deferenza e pia gratitudine.

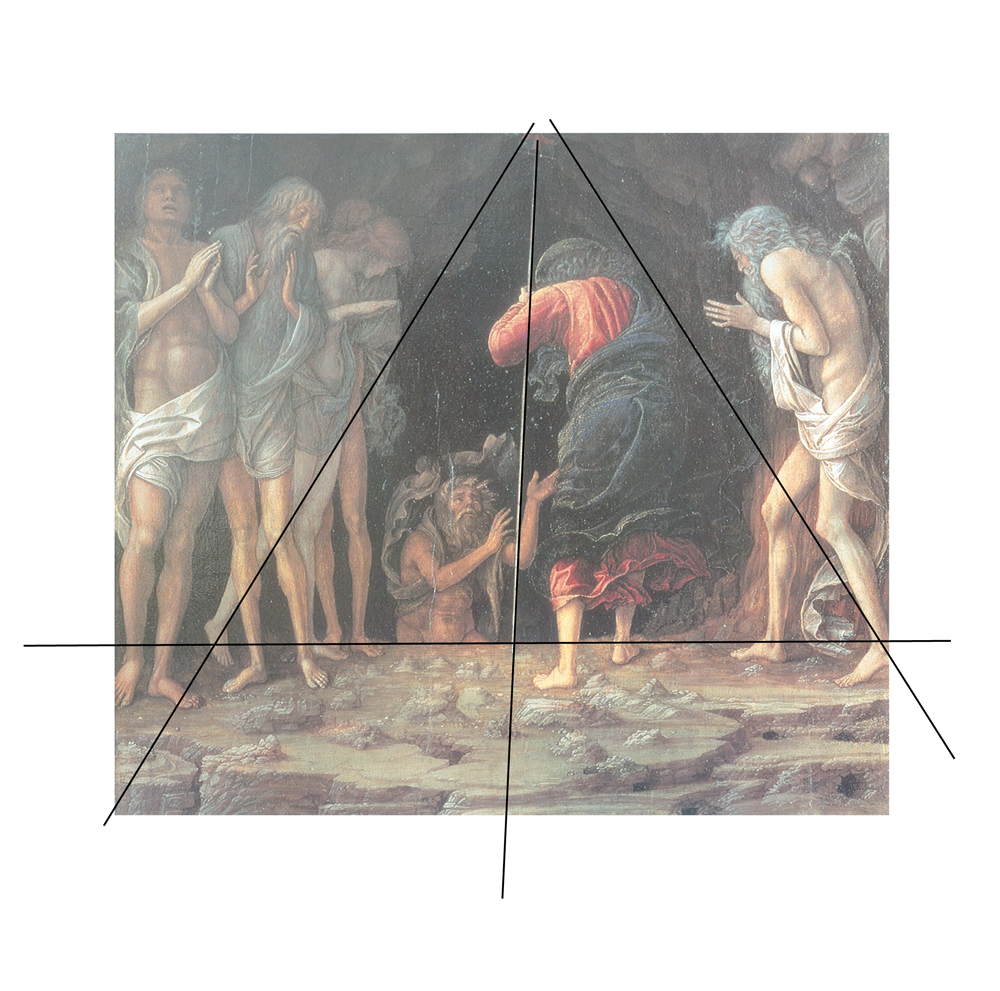
Schema geometrico della composizione

## Parte mancante
Durante gli studi realizzati in concomitanza della pubblicazione del catalogo Accademia Carrara, Bergamo Dipinti Italiani del Trecento e del Quattrocento (curato da Giovanni Valagussa), un dipinto di proprietà dell'Accademia Carrara (Bergamo) dal 1866, precedentemente considerato un'opera di bottega e intitolato Resurrezione di Cristo, è stato identificato come la parte superiore della Discesa al Limbo, grazie alla corrispondenza di una piccola croce divisa tra entrambe le parti.

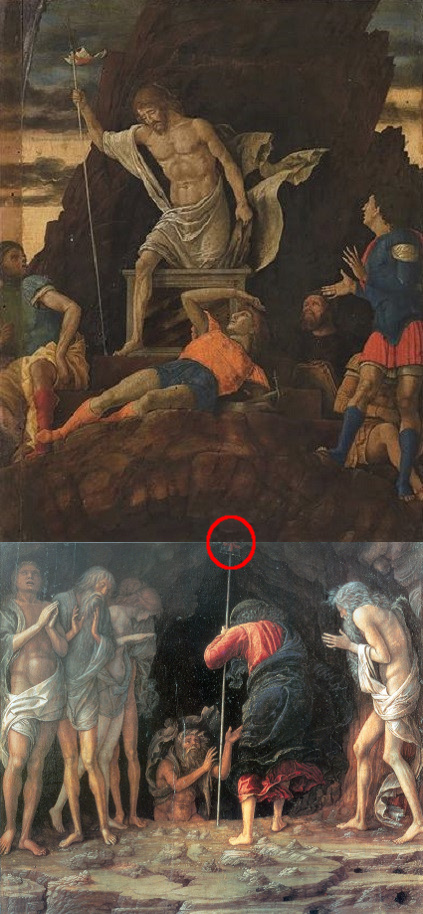
L'opera intera